# 대구가톨릭대학교 사범대학 부속 무학고등학교
대구가톨릭대학교 사범대학 부속 무학고등학교(大邱가톨릭大學校 師範大學 附屬 舞鶴高等學校)는 대한민국 경상북도 경산시 하양읍 도리리에 있는 사립 고등학교이다.

## 학교 연혁
- 1974년 11월 7일 : 무학고등학교 설립 인가(남여 9학급)
- 1974년 11월 29일 : 초대 교장 이임춘 신부 취임
- 1975년 3월 3일 : 개교(남 120명, 여 60명 계 180명 입학)
- 1983년 11월 23일 : 학칙 변경(남여 21학급)
- 1996년 7월 3일 : 임춘학숙(생활관 및 식당) 준공(1,400m2)
- 1999년 3월 1일 : 학칙 변경(대구효성가톨릭대학교사범대학부속무학고등학교)
- 1999년 12월 25일 : 다목적 교실(실내체육관) 준공(921m2)
- 2000년 8월 28일 : 교명 변경(대구가톨릭대학교사범대학부속무학고등학교)
- 2001년 12월 28일 : 학칙 변경(남 24학급)
- 2008년 1월 28일 : 학칙 변경(특수학급 1학급 증설)
- 2009년 7월 17일 : 교과교실제(과목중점형) 운영학교 지정
- 2009년 12월 17일 : 교육과정 자율학교 지정
- 2011년 4월 8일 : 2011년도 창의경영학교 선정
- 2012년 7월 10일 : 2013년 교과교실제 선진형 전환
- 2015년 3월 2일 : 농산어촌 명품학교 운영(~2017. 2. 28)
- 2019년 12월 23일 : 고교학점제 선도학교 선정
- 2020년 3월 17일 : 급식소 현대화 사업 준공
- 2021년 9월 1일 : 제9대 류웅기 교장 취임
- 2023년 2월 10일 : 제46회 졸업식(남 194명, 누적 졸업생 13,575명)
- 2024년 2월 6일 : 제47회 졸업식

## 참고 자료
- 대구가톨릭대학교 사범대학 부속 무학고등학교 - 한국교육학술정보원 학교알리미